# Javor u Ferdinandova pramene
Javor u Ferdinandova pramene je památný strom javor klen (Acer pseudoplatanus) v okrese Cheb v Karlovarském kraji. Roste v Mariánských Lázních na parkové ploše v blízkosti pavilonu Ferdinandova pramene, asi 20 m od levého břehu Úšovického potoka. Koruna stromu sahá do výšky 33,5 m, obvod kmene měří 402 cm (měření 2012). Javor výrazně převyšuje ostatní stromy parkové úpravy okolí Ferdinandova pramene. 
Strom je chráněn od roku 2012 jako historicky důležitý strom, významný stářím, významný krajinný prvek a strom významný vzrůstem. Strom má také kulturně historický význam jako památka na první parkové úpravy okolí Ferdinandova pramene, jejichž autorem byl zahradník a tvůrce mariánskolázeňských parků Václav Skalník. 

## Stromy v okolí
- Buky u kostela Nanebevzetí Panny Marie
- Dub u Hamrnického zámečku
- Král smrků
- Alej Svobody